# Henriqueta Maria de França
Henriqueta Maria (em francês: Henriette-Marie de France; Paris, 25 de novembro de 1609 – Colombes, 10 de setembro de 1669) foi a esposa do rei Carlos I e Rainha Consorte da Inglaterra, Escócia e Irlanda de 1625 a 1649. Era filha do rei Henrique IV de França e sua esposa Maria de Médici. Na Inglaterra era popularmente conhecida apenas como Rainha Maria.
O facto de ser católica tornou-a pouco popular em Inglaterra e também impediu que fosse coroada na cerimónia anglicana; por isso, nunca teve uma coroação. Começou a envolver-se em assuntos de estado nacionais quando a ameaça de uma guerra civil começou a surgir e foi forçada a refugiar-se em França em 1644, após o nascimento da sua filha mais nova, Henriqueta, durante o ponto alto da Primeira Guerra Civil Inglesa. A execução do rei Carlos em 1649 deixou-a na pobreza. Viveu em Paris e depois regressou a Inglaterra após a Restauração ao trono do seu filho mais velho, Carlos. Em 1665 regressou a Paris onde viria a morrer quatro anos depois.
O estado do Maryland, nos Estados Unidos, recebeu o nome em sua honra.

## Infância

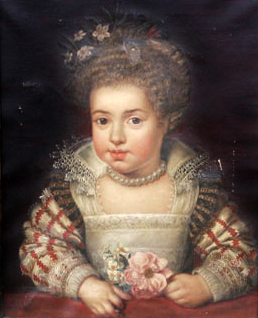
Rainha Henriqueta Maria em criança
Frans Pourbus, o Jovem, 1611 - Palácio Pitti

Henriqueta Maria era a filha mais nova do rei Henrique IV de França (Henrique III de Navarra) e da sua segunda esposa, Maria de Médici. Nasceu no Palácio de Louvre no dia 25 de novembro de 1609, mas alguns historiadores consideram que nasceu a 26 de novembro. Em Inglaterra, onde ainda se utilizava o calendário Juliano, a sua data de nascimento é frequentemente registada a 16 de novembro. Henriqueta Maria foi educada na religião católica. Sendo filha do rei Bourbon de França, tinha o título de Fille de France e era membro da Casa de Bourbon. Era a irmã mais nova do futuro rei Luís XIII de França. O seu pai foi assassinado a 14 de maio de 1610, em Paris, antes de ela completar um ano de idade. A sua mãe foi banida da corte em 1617.
Depois de a sua irmã mais velha, Cristina Maria, se ter casado com o duque Vítor Amadeu I de Saboia em 1619, Henriqueta recebeu o título prestigiado de Madame Royale, utilizado pela princesa mais velha na corte francesa. Juntamente com as irmãs, Henriqueta aprendeu a cavalgar, dançar e cantar e participava nas peças de teatro da corte francesa. Apesar de ter aprendido a ler e a escrever, não era conhecida pelos seus talentos académicos e foi fortemente influenciada pelas freiras carmelitas da corte francesa. Em 1622, Henriqueta estava a viver em Paris na sua própria casa com 200 empregados e os planos para o seu futuro casamento estavam a começar a ser discutidos.

## Rainha
Henriqueta Maria e Carlos I de Inglaterra casaram-se a 13 de junho de 1625, durante um breve período durante o qual a política pró-espanhola de Inglaterra foi substituída por outra pró-francesa. Depois de um período inicial complicado, Henriqueta e Carlos tornaram-se muito próximos. Henriqueta nunca se adaptou à sociedade inglesa; não falava inglês antes do casamento e, ainda durante a década de 1640, tinha dificuldade para escrever e falar esta língua. Este facto, juntamente com as suas crenças católicas, marcaram-na como diferente e potencialmente perigosa para a sociedade inglesa intolerante em termos religiosos da época e fizeram com que a rainha se tornasse pouco popular entre o público em geral. Henriqueta foi criticada por ser uma figura "intrinsecamente pouco política, pouco educada e frívola" durante a década de 1630; outras opiniões sugerem que ela tinha um certo nível de poder pessoal devido à sua devoção, feminilidade e apoio às artes.

### Casamento

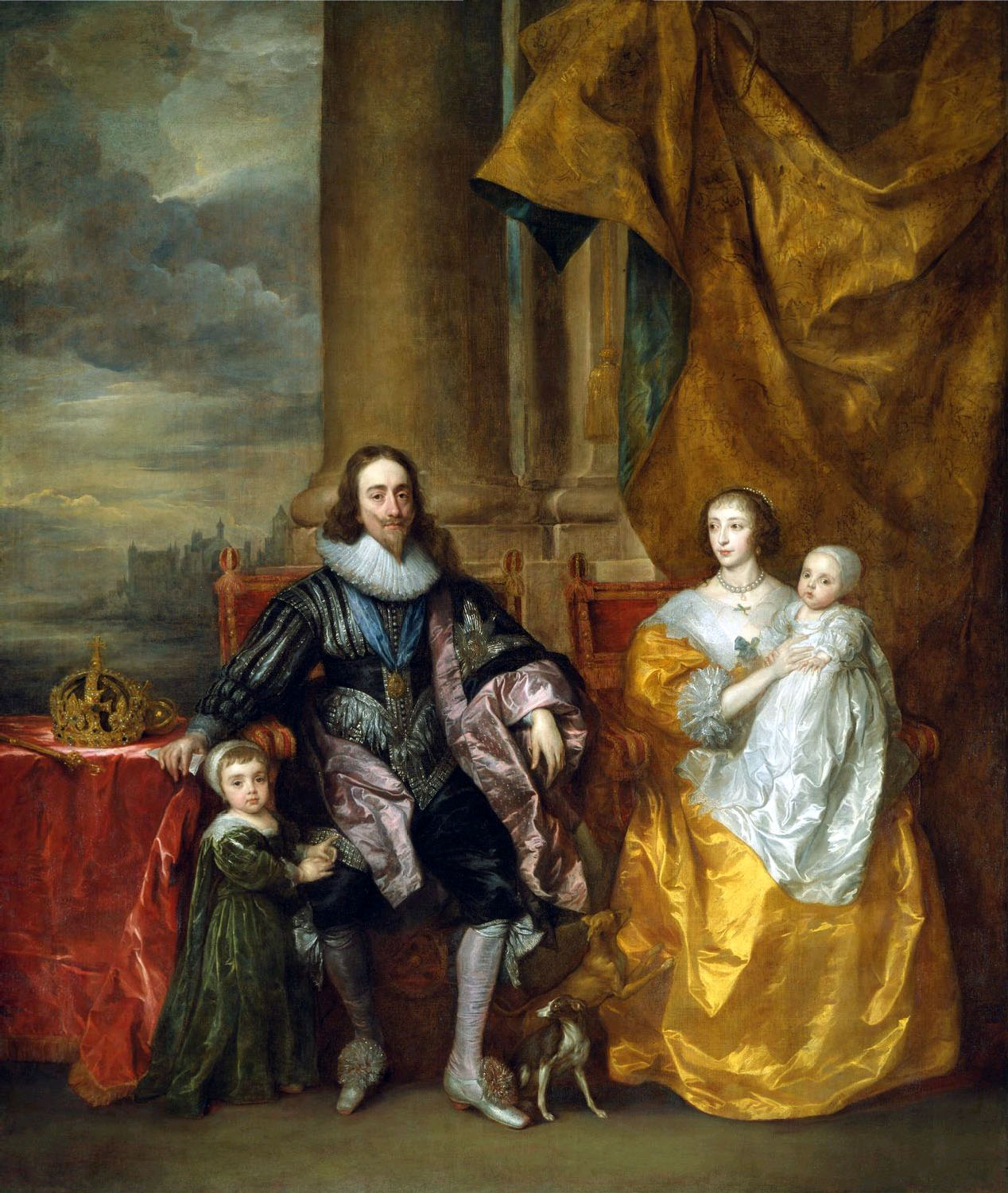
Henriqueta Maria com o marido Carlos e os seus dois filhos mais velhos: Carlos e Jaime
Antoon van Dyck, 1632 - Royal Collection

Henriqueta conheceu o seu futuro marido em Paris, em 1623, quando este estava a caminho de Espanha na companhia do duque de Buckingham para discutir um possível casamento com a infanta Maria Ana de Espanha - Carlos viu-a pela primeira vez num espectáculo da corte francesa. A viagem de Carlos a Espanha acabaria por ter um resultado pouco favorável uma vez que o rei Filipe IV exigia que Carlos se convertesse ao catolicismo e vivesse em Espanha durante um ano após o casamento para garantir que Inglaterra cumpriria os termos do tratado. Carlos ficou furioso e, depois de regressar a Inglaterra em outubro, exigiu, com o apoio do duque de Buckingham, que o seu pai, o rei Jaime, declarasse guerra a Espanha.
Quando começou novamente a procurar uma noiva, Carlos deu preferência a França. O agente inglês Kensington foi enviado a Paris em 1624 para examinar a possível escolhida francesa, e o casamento foi finalmente negociado em Paris por James Hay e Henry Rich. Henriqueta era bastante jovem quando se casou, o que era natural para as princesas reais, já que a principal função da mulher no casamento era a geração de descendentes. As opiniões sobre a aparência de Henriqueta variavam um pouco; a sobrinha do seu marido, Sofia de Hanôver, comentou pouco depois do casamento que os "belos retratos de Van Dyck tinham-se dado uma ideia tão positiva de todas as damas de Inglaterra que fiquei surpreendida quando vi que a rainha, que tinha visto tão bela e esbelta, era uma mulher que tinha passado há muito a sua idade de ouro. Os seus braços são compridos e magros, os ombros irregulares, e alguns dentes saem-lhe da boca como presas."  Contudo, a rainha tinha os olhos e nariz bonitos e um rosto agradável.
A nova rainha levou consigo para Inglaterra a sua grande coleção de objetos caros que incluía diamantes, pérolas, anéis, botões de diamante, vestidos de cetim e de veludo, mantos e saias bordadas, cabides de veludo; pratas, candelabros, pinturas, livros, vestidos e mobília de quarto para ela e para as suas damas-de-companhia, doze padres da Congregação do Oratório e os seus pajens no total de 10,000 libras.
Henriqueta casou-se com Carlos por procuração no dia 11 de maio de 1625, pouco depois de ele ter subido ao trono. Depois casaram-se em pessoa na Igreja de Santo Agostinho em Canterbury, Kent, a 13 de junho de 1625, mas o fato de ser católica impediu-a de ser coroada com o marido numa cerimônia anglicana; Henriqueta sugeriu que fosse o bispo católico francês de Mendes a coroá-la, mas esta proposta foi considerada inaceitável tanto por Carlos como pela corte. Henriqueta teve permissão para ver o marido a ser coroado a uma distância discreta. No fim das contas, o fato de Henriqueta não ter sido coroada com o marido não caiu bem junto das multidões de Londres, apesar da política pró-francesa da Inglaterra ter dado lugar rapidamente a uma política de apoio às revoltas de Huguenotes franceses e posteriormente a um afastamento das políticas europeias e ao aumento dos problemas internos.

### Catolicismo e o pessoal da rainha

Rainha Henriqueta com sir Jeffrey Hudson - Antoon van Dyck, 1633
Galeria Nacional de Arte

Henriqueta era uma católica devota,, algo que teve uma forte influência no seu período como rainha, principalmente nos primeiros anos de casamento. Carlos gostava de tratar a esposa simplesmente por "Maria" enquanto as pessoas lhe chamavam "Queen Mary", em recordação da avó católica de Carlos. Henriqueta Maria não escondia as suas crenças católica, ao ponto de ser considerada "flagrante" e "apologética"; impediu planos para retirar os filhos mais velhos de todas as famílias católicas para que fossem educados como protestantes e também facilitou casamentos entre católicos, algo que era considerado como crime segundo a lei inglesa da época. Em julho de 1626, Henriquta parou para rezar pelos católicos que tinham morrido na árvore de Tyburn, o que causou grande controvérsia - os católicos ainda eram executados em Inglaterra na década de 1620 e Henriqueta defendia apaixonadamente a sua religião. A seu devido tempo, Henriqueta tentou converter o seu sobrinho calvinista, o príncipe Roberto, ao catolicismo durante a sua estadia em Inglaterra, mas não conseguiu.
Henriqueta Maria tinha trazido um grande e caro séquito consigo de França, sendo todo ele católico. Carlos culpou esta comitiva francesa pelo fraco início do seu casamento. O rei conseguiria finalmente expulsá-los da corte a 26 de junho de 1626. Henriqueta ficou muito transtornada e, inicialmente, alguns membros do séquito, como o bispo de Mendes, recusaram-se a partir, citando as ordens do rei de França. No final, Carlos teve de convocar guardas armados para os expulsar fisicamente. Contudo, apesar das ordens do marido, Henriqueta conseguiu ficar com sete criados franceses, incluindo o seu capelão e confessor, Robert Phillip.
O facto de Carlos ter expulso a comitiva francesa estava também relacionado com a necessidade de controlar os gastos de Henriqueta. Inicialmente, a rainha gastava grandes quantidades em pouco tempo, o que levava à acumulação de dívidas que apenas seriam pagas anos depois. O seu primeiro novo tesoureiro foi Jean Caille que seria sucedido por George Carew e, em 1629, por Richard Wynn. Mesmo depois de o pessoal da rainha ser reformado, os gastos continuaram a ser elevados; apesar dos presentes do rei, Henriqueta viu-se na necessidade de pedir dinheiro emprestado em segredo em 1627, e as contas da rainha mostram um grande número de vestidos caros a ser comprados durante os anos antes da guerra.
Nos anos que se seguiram, o novo pessoal da rainha começou a ser formado à sua volta. Henry Jermyn tornou-se o seu favorito e vice-mordomo em 1628. A condessa de Denbigh tornou-se camareira-mor e confidente da rainha. Henriqueta também adquiriu vários anões para a corte, incluindo Jeffrey Hudson e a "pequena Sara". A rainha estabeleceu a sua presença em Somerset House, Greenwich, Oatlands, Nonsuch, Richmond e Holdenby como parte das propriedades que lhe pertenceriam em caso de viuvez em 1630; a estas acrescentou-se Wimbledon House em 1639,, comprada como presente por Carlos. Também adquiriu uma grande colecção de cães, macacos e pássaros.

### Henriqueta Maria e Carlos

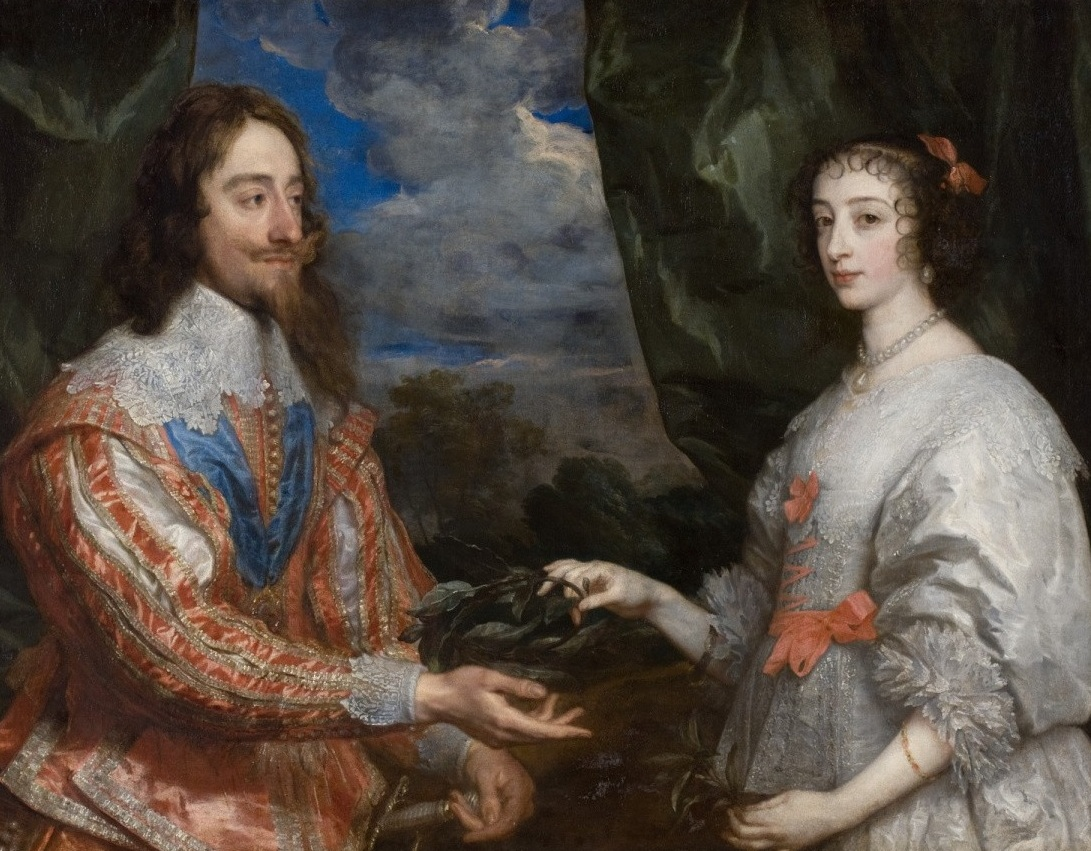
Retrato de Carlos I e rainha Henriqueta Maria - Antoon van Dyck, 1632
Museu Arquidiocesano de Kroměříž

O casamento de Henriqueta Maria com Carlos não começou bem e o facto de o marido ter expulso o séquito francês não melhorou a situação. Inicialmente, a relação do casal era fria e cheia de discussões e Henriqueta Maria não gostava do duque de Buckingham, favorito do rei.
Em vez de Carlos, uma das companheiras mais chegadas de Henriqueta durante os primeiros dias do casamento foi Lucy Hay. Lucy era esposa de James Hay que, tal como Buckingham, tinha sido um favorito do rei Jaime e era agora camareiro do rei Carlos. James tinha ajudado nas negociações do casamento entre Henriqueta e Carlos. Lucy era uma protestante convicta, de beleza notável e com uma personalidade forte. Muitos contemporâneos acreditavam que era amante de Buckingham, um rumor do qual Henriqueta estaria ciente, e era dito que Lucy estava a tentar controlar a nova rainha a favor do amante. Apesar de tudo, no verão de 1628, as duas tinham-se tornado grandes amigas e Lucy tinha sido nomeada dama-de-companhia da rainha.
Contudo, em agosto de 1628, Buckingham foi assassinado, deixando um vazio na corte real. A relação de Henriqueta com o marido começou a melhorar imediatamente e os dois criaram laços profundos de amor e afecto, marcados por várias partidas que Henriqueta pregava a Carlos. Henriqueta engravidou pela primeira vez em 1628, mas perdeu o primeiro filho pouco depois do seu nascimento em 1629, depois de um parto muito complicado. Em 1630, nascia o futuro rei Carlos II, embora o seu parto, assistido pelo conhecido médico Theodore de Mayerne, também tenha sido complicado. Nesta altura, Henriqueta tinha já ocupado o papel de Buckingham como melhor amiga e conselheira de Carlos. Apesar da expulsão do séquito francês em 1626, a corte de Carlos era fortemente influenciada pela sociedade francesa; a língua francesa era mais utilizada do que a inglesa uma vez que era considerada mais educada.
No final, Henriqueta acabou por se afastar de Lucy Hay em 1634, concentrando ainda mais as suas atenções no marido. Os motivos são pouco claros, apesar de as amigas terem tido os seus conflitos anteriormente. Por exemplo, Lucy era uma protestante devota e tinha uma vida mais dissoluta do que a da rainha; também é possível que Henriqueta se sentisse posta em segundo plano devido à beleza e confiança da sua amiga.

### Henriqueta Maria e as artes

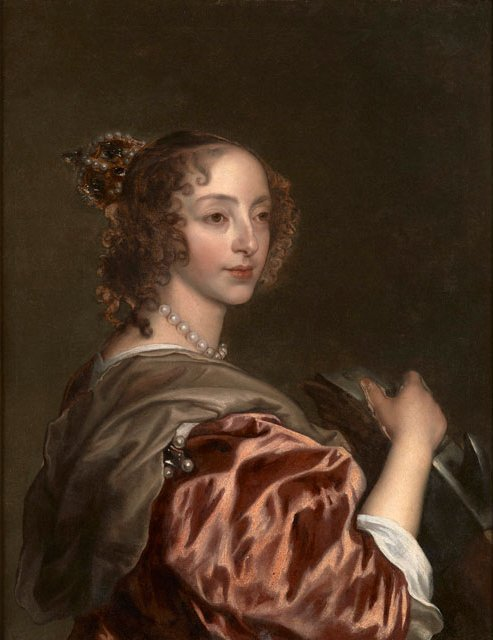
Rainha Henriqueta Maria como Santa Catarina
Atribuído a Antoon van Dyck

Henriqueta Maria interessava-se muito pelas artes e o seu apoio a várias actividades foi uma das muitas formas pelas quais tentou controlar os eventos da corte. Henriqueta e Carlos eram "coleccionadores dedicados e conhecedores" de quadros. Henriqueta era particularmente conhecida pelo seu apoio ao pintor italiano Orazio Gentileschi que partiu para Inglaterra com a rainha em 1626 fazendo parte da comitiva do seu favorito, François de Bassompierre. Orazio e a sua filha, Artemisia Gentileschi foram os autores das pinturas no tecto da Queen's House, o palácio de Henriqueta em Greenwich. Outro pintor favorito de Henriqueta era o italiano Guido Reni, mas também apoiava os pintores de miniaturas Jean Petitot e Jacques Bourdier.
Henriqueta Maria tornou-se uma mecenas importante das máscaras de teatro Stuart, complementando o grande interesse do marido por pintura e artes visuais. A rainha participou em várias peças, incluindo no papel de amazona na peça "Salmacida Spolia" de William Davenant, datada de 1640. Henriqueta também apoiava os trabalhos musicais do compositor inglês Nicholas Lanier, e foi responsável pela nomeação de Davenant como Poeta Laureado em 1638.
A rainha também gostava de escultura física e design e contratou o designer Inigo Jones como agrimensor de trabalhos durante a década de 1630. Tal como o marido, Henriqueta também se interessava muito por design de jardins, embora não gostasse muito de horticultura. Contratou o jardineiro francês André Mollet para criar o jardim barroco de Wimbledon House. Também apoiou o escultor huguenote Le Sueur, e foi responsável pela criação luxuosa da sua infame capela que, apesar de parecer simples por fora, era magnificamente decorada por dentro com ouro e prata, relicários, pinturas, estátuas, um jardim e um altar magnifico da autoria de Rubens. Também tinha uma custódia invulgar, da autoria de François Dieussart, para exibir o Santo Sacramento.

## Henriqueta Maria e a Guerra Civil Inglesa
Durante a década de 1640, os reinos de Inglaterra, Escócia e Irlanda foram dominados por uma série de conflitos chamados a Guerra Civil Inglesa ou as Guerras dos Três Reinos; dentro de Inglaterra, os conflitos centravam-se na rivalidade entre as facções monárquicas e parlamentares. Como esposa de Carlos, Henriqueta Maria envolveu-se profundamente neste conflito que resultaria na morte do marido e no seu exílio em França. Têm surgido várias opiniões ao longo da História sobre o papel de Henriqueta durante este período e até que ponto a sua intervenção levou à derrota da facção monárquica. A perspectiva tradicional em relação à rainha sugere que esta era uma mulher enérgica que dominava o seu marido fraco de forma negativa; por exemplo, o historiador Wedgwood, destaca o aumento contínuo da influência de Henriqueta sobre o marido, notando que "o rei procurava os seus conselhos em todos os assuntos, excepto nos religiosos" e chegou mesmo a queixar-se do facto de não poder nomeá-la um membro oficial do conselho. Uma reinterpretação na década de 1970 concluiu que o papel político de Henriqueta era mais limitado, sugerindo que o rei tomava as suas decisões pessoalmente. Por exemplo, Bone conclui que apesar de ter uma relação muito próxima com Henriqueta, Carlos raramente lhe pedia a opinião em assuntos de estado. Um terceiro modelo, mais recente, defende que Henriqueta tinha influência política durante o conflito, não directamente, mas em resultado dos seus atos e feitos públicos que limitavam e influenciavam as escolhas que Carlos tinha disponíveis.

### Anos antes da guerra

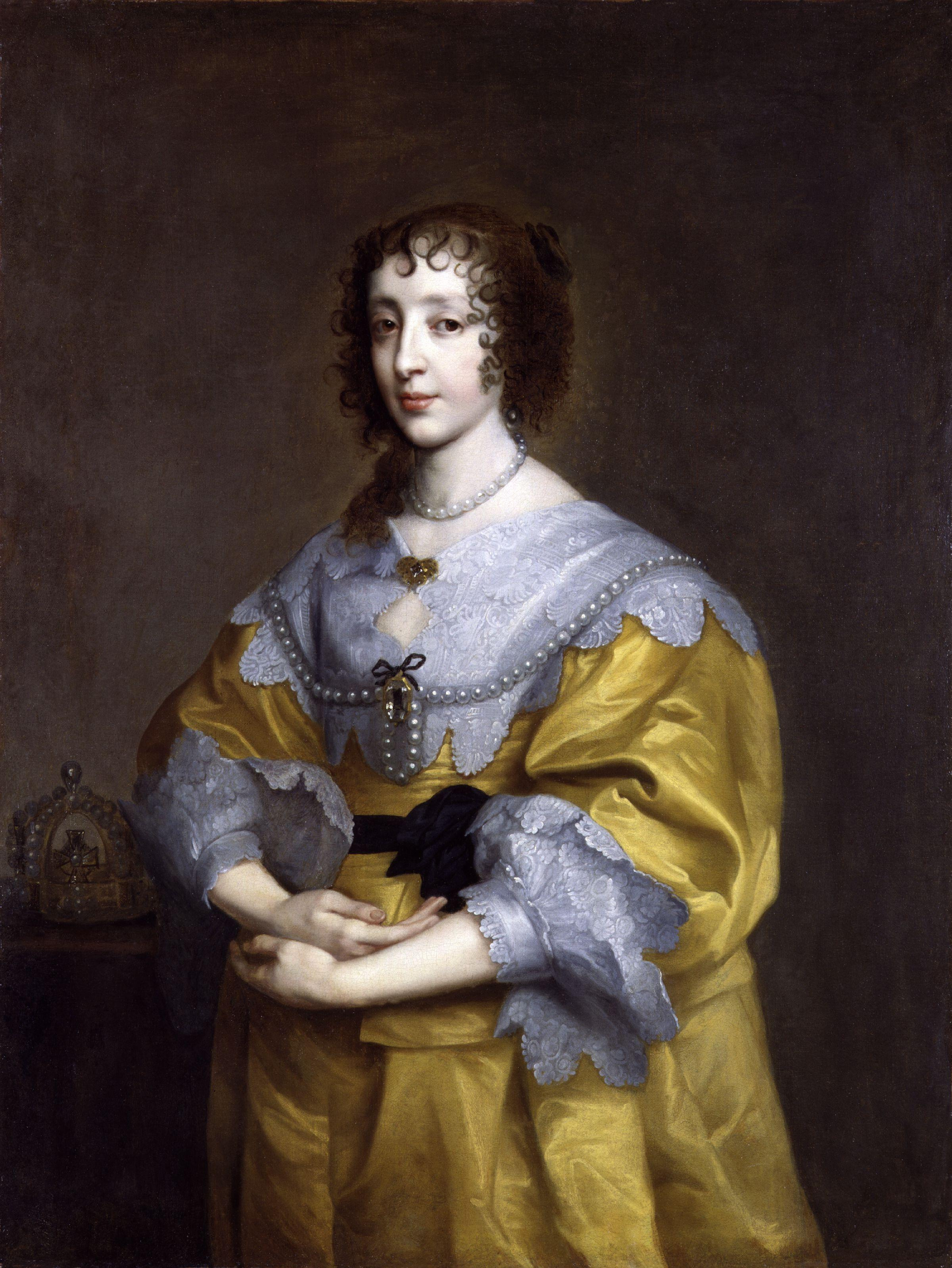
Henriqueta Maria
Antoon van Dyck, 1632-1635
National Portrait Gallery

À medida que terminava a década de 1630, a relação entre as diferentes facções da sociedade inglesa foi-se tornando cada vez mais tensa. Questões como a religião, a sociedade, a moral e o poder político tornavam-se cada vez mais evidentes durante os anos finais antes de a guerra rebentar. As opiniões fortes de Henriqueta em relação à religião e à vida social da corte fizeram com que, em 1642, se tornasse uma "rainha muito pouco popular que nunca conseguiu inspirar grande respeito pessoal e lealdade por parte de grande parte dos seus súditos".
Henriqueta continuou a apoiar os seus compatriotas católicos e, em 1632, começou a construir uma nova capela católica em Somerset House. A antiga capela tinha sido muito criticada pelos protestantes e os aprendizes londrinos tinham discutido a possibilidade de a demolir num gesto anticatólico. Apesar de ser modesta do lado de fora, a capela de Henriqueta era muito mais elaborada no interior e foi aberta numa grande cerimônia em 1636. O resultado foi uma grande preocupação entre a população protestante.
As atividades religiosas de Henriqueta pareciam concentrar-se na ideia de trazer uma forma mais moderna do catolicismo do século XVII a Inglaterra. Até certo ponto, conseguiu, tendo havido várias conversões no círculo de Henriqueta; o historiador Kevin Sharpe afirma que haveria cerca de 300 000 católicos em Inglaterra no final da década de 1630 - e eram certamente mais abertos na sociedade da corte. Carlos começou a ser cada vez mais criticado por não conseguir acalmar o fluxo de conversões entre pessoas importantes. Henriqueta chegou mesmo a dar uma missa na sua capela privada em honra do padre Richard Blout, S.J. após a sua morte em 1638. Henriqueta também continuou a representar em mascaradas ao longo da década de 1630, algo que foi duramente criticado pela facção puritana da sociedade inglesa. Em muitas destas peças, a rainha escolhia papéis que promoviam o ecumenismo, o catolicismo e o culto do amor platônico.
O resultado foi uma intolerância crescente a Henriqueta na sociedade protestante inglesa que gradualmente se tornou em ódio. Em 1630, Alexander Leighton, um médico escocês, foi açoitado, marcado e mutilado por criticar Henriqueta num panfleto, antes de ser condenado a prisão perpétua. Em finais da década de 1630, o advogado William Prynne, popular em círculos protestantes, também ficou sem as orelhas por ter escrito que as mulheres actrizes eram prostitutas reconhecidas, um insulto claro a Henriqueta. A sociedade de Londres culpou Henriqueta pela Rebelião Irlandesa de 1641, que terá sido orquestrada por jesuítas que a imaginação popular achou estarem relacionados com a rainha. Na verdade, Henriqueta era pouco vista em Londres, uma vez que ela e o marido se tinham praticamente retirado da sociedade pública durante a década de 1630, tanto por desejarem ter privacidade como pelo custo da pompa da corte.
Em 1641, uma aliança de parlamentaristas liderada por John Pym tinha começado a exercer cada vez mais pressão sob o rei Carlos que se sentia preparado para a luta depois de ter sido derrotado em várias guerras. A facção parlamentar conseguiu prender e executar os conselheiros do rei, o arcebispo William Laud e Thomas Wentworth, conde de Strafford. Posteriormente, Pym centrou as suas atenções em Henriqueta de forma a pressionar ainda mais Carlos. Por exemplo, a Grande Advertência, aprovada pelo parlamento em finais de 1641, não mencionava o nome da rainha, mas era claro para toda a gente que fazia parte da conspiração católica romana que o documento referia e condenava. O confidente de Henriqueta, Henry Jermyn, que se tinha convertido ao catolicismo na década de 1630, foi forçado a fugir do para o continente europeu após a Conspiração do Exército de 1641.
Henriqueta encorajou Carlos a ser firme com Pym e os seus colegas. Muitos acreditavam que a rainha tinha encorajado Carlos a prender os seus inimigos parlamentares em janeiro de 1642, embora não existam provas de confiança que confirmem tal. O marquês de La Ferté-Imbault, embaixador francês, estava ansioso por evitar o desprestigio francês através de ataques à rainha, mas também não gostava do historial de Carlos em relação à França. Aconselhou precaução e uma reconciliação com Pym. A detenção acabaria por não acontecer, uma vez que Pym e os seus colegas fugiram aos soldados de Carlos, provavelmente graças a uma informação dada por Lucy Hay, antiga amiga da rainha. O movimento antimonárquico atingia então o seu ponto alto, pelo que Henriqueta e Carlos fugiram de Whitehall para Hampton Court. A situação estava a encaminhar-se rapidamente para uma guerra aberta e, em fevereiro, Henriqueta partiu para Haia, tanto para a sua própria segurança como para tentar acalmar a tensão pública em relação à sua religião e à sua proximidade do rei.

### Primeira guerra civil inglesa (1642-46)

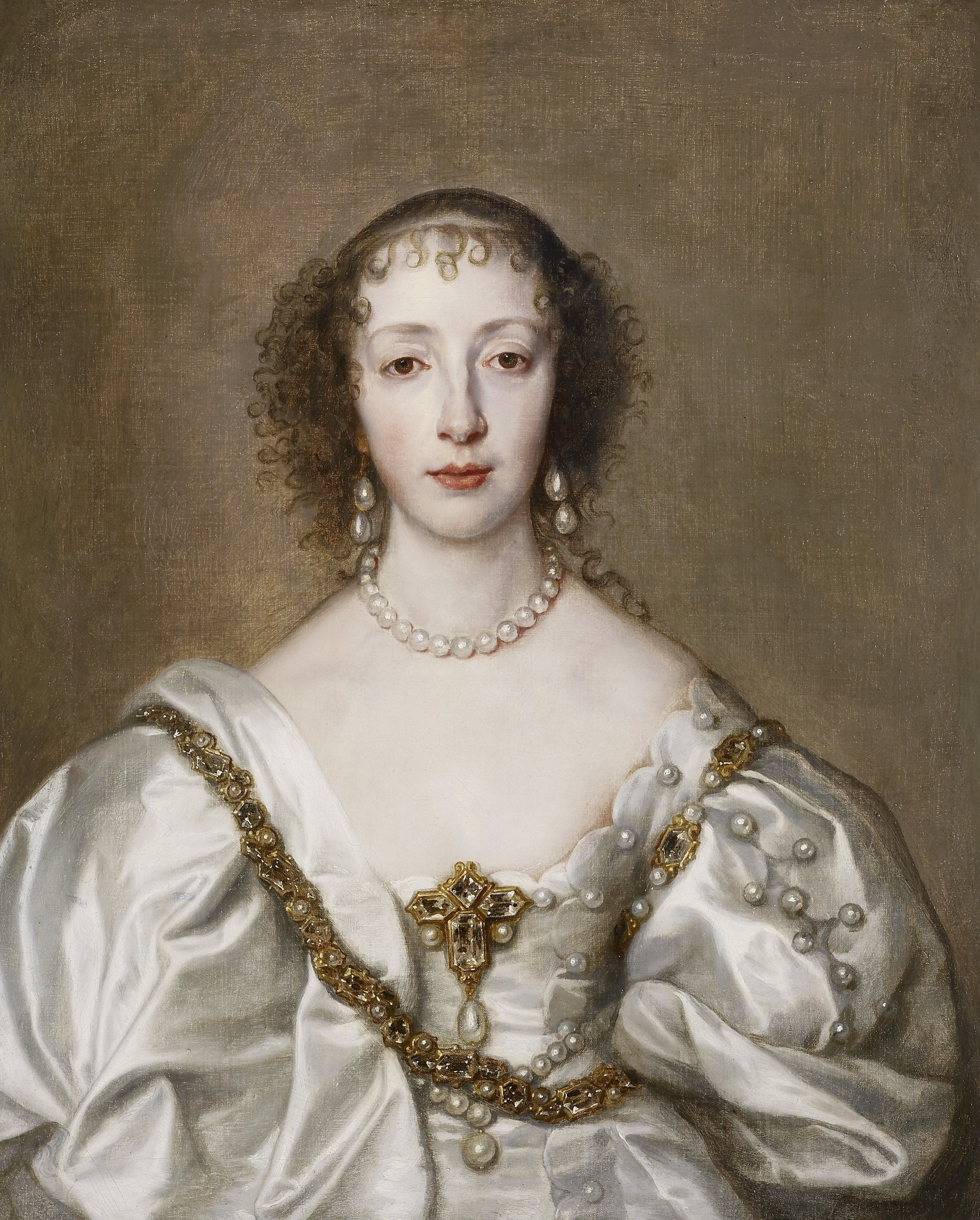
Rainha Henriqueta Maria
Antoon van Dyck. Na Royal Collection

Em agosto de 1642, quando rebentou a Guerra Civil Inglesa, Henriqueta encontrava-se em Haia a recolher fundos para a causa monárquica. A rainha dedicou-se a recolher dinheiro para a segurança das jóias reais e em tentar convencer o príncipe de Orange e o rei da Dinamarca a apoiar a causa de Carlos. Durante este período, Henriqueta não se encontrava bem de saúde, sofrendo de dores de dentes e de cabeça, constipação e tosses. As negociações de Henriqueta foram difíceis; os exemplares maiores da colecção eram demasiado caros para ser vendidos facilmente e tal acção seria arriscada politicamente . muitos compradores não ficaram convencidos, temendo que futuramente o parlamento inglês tentasse reclamá-las com o argumento de que tinham sido vendidas ilegalmente por Henriqueta. A rainha conseguiu finalmente ter algum sucesso nas negociações, principalmente no que dizia respeito aos exemplares mais pequenos, mas a imprensa inglesa afirmou que ela estava a vender jóias da coroa a estrangeiros para comprar armas para um conflito religioso, o que aumentou a sua falta de popularidade no país. Pediu então a Carlos, que se encontra em Iorque na altura, para ser firme e conquistar o porto estratégico de Hull o mais rapidamente possível, respondendo com fúria aos atrasos do marido em agir.
No início de 1643, Henriqueta tentou regressar à Inglaterra. A primeira tentativa de atravessar o mar a partir da Haia não foi fácil; atormentado por tempestades, o navio esteve perto de se afundar e foi forçado a regressar ao porto. Henriqueta aproveitou o atraso para convencer os holandeses a fornecer uma carga de armas para o rei que tinha sido bloqueada por ordem do parlamento. Desafiando os seus astrólogos, que previam um desastre, a rainha voltou a fazer-se ao mar em finais de fevereiro. A segunda tentativa correu melhor e Henriqueta decidiu evitar a marinha parlamentar ao aportar em Bridlington, Yorkshire com tropas e armas. Por causa desta atitude, as embarcações que os perseguiam começaram a bombardear a cidade, obrigando o partido monárquico a refugiar-se nos campos vizinhos; apesar de tudo, Henriqueta regressou debaixo de fogo para ir buscar o seu cão de estimação, Mitte, que os seus empregados tinham esquecido.
Henriqueta ficou em Iorque durante algum tempo tendo sido de certa forma entretida pelo conde de Newcastle. Henriqueta aproveitou a oportunidade para discutir a situação a norte da fronteira, com os monárquicos escoceses, promovendo os planos de Montrose e outros que encorajavam uma revolta. Também apoiava as propostas do conde de Antrim para iniciar uma rebelião na Irlanda e trazer forças de lá para ajudar o rei em Inglaterra. A rainha continuou a defender nada menos do que uma vitória esmagadora contra os inimigos de Carlos, combatendo propostas para chegar a um compromisso. Rejeitou mensagens privadas de Pym e Hampden que lhe pediram para usar a sua influência junto do rei para se conseguir um tratado de paz e foi impugnada pelo parlamento pouco depois. Entretanto, o parlamento tinha votado a favor de demolir a sua capela privada em Somerset House e de prender os frades capuchinos que a mantinham. Em março, Henry Marten e John Clotworthy entraram à força na capela com tropas e destruíram o altar de Rubens, esmagaram muitas estátuas e fizeram uma fogueira com as lonas, livros e vestes religiosas da rainha.
Quando viajava para sul durante o verão, encontrou-se com Carlos em Kineton, perto de Edgehill, antes de regressar à capital real em Oxford. A viagem pelo conturbado interior inglês não foi fácil e o príncipe Roberto foi enviado para Stratford-upon-Avon para a escoltar. Apesar das dificuldades da viagem, Henriqueta começou gradualmente a divertir-se, fazendo as suas refeições ao ar-livre com os soldados e encontrando-se com os seus amigos ao longo do caminho. Chegou a Oxford com mantimentos frescos e foi muito aclamada; escreveram-se poemas em sua honra e Jermyn, o seu mordomo, recebeu um título do rei por pedido da rainha.
Henriqueta Maria passou o outono e o inverno de 1643 em Oxford com Carlos e tentou ao máximo manter a vida da corte tão agradável quanto antes do início da guerra. A rainha vivia nos aposentos do administrador em Merton College que foram decorados com a mobília real que tinha sido trazida de Londres. Os companheiros do costume estavam presentes: Denbigh, Davenant, os seus anões; os seus aposentos estavam cheios de cães, incluindo Mitte. A atmosfera em Oxford era uma mistura entre uma cidade fortificada e uma corte real e Henriqueta sofria frequentemente de stress por causa das suas preocupações.
Contudo, no início de 1644, a situação militar do rei tinha começado a deteriorar-se. As forças monárquicas do norte começaram a ser pressionadas e após a derrota monárquica na Batalha de Alresford em março, a capital real de Oxford tornou-se menos segura. A rainha estava grávida da princesa Henriqueta e foi decidido que teria de se mudar para Bath para ficar em segurança. Carlos acompanhou a esposa até Abingdon antes de regressar a Oxford com os seus filhos - foi a última vez que os dois se viram.
Henriqueta Maria seguiu viagem para sudoeste, passou por Bath e estabeleceu-se em Exeter onde esperou pelo parto que estava iminente. Entretanto, os generais parlamentares, o duque de Essex e William Waller tinham elaborado um plano para se aproveitarem desta situação. Waller iria perseguir e pressionar o rei e as suas forças enquanto Essex iria atacar a sul, em Exeter com o objectivo de capturar Henriqueta Maria e assim obter uma moeda de troca valiosa para usar contra Carlos. Em junho, as forças de Essex tinham chegado a Exeter. Henriqueta Maria tinha passado por outro parto complicado e o rei teve de pedir pessoalmente ao seu médico, de Mayerne, para correr o risco de deixar Londres para cuidar dela. A rainha tinha bastantes dores e estava preocupada, mas decidiu que a ameaça de Essex era demasiado grave; deixando a sua bebé em Exeter por causa dos riscos da viagem, fez-se ao mar em Falmouth a bordo de uma embarcação holandesa com destino a França e à protecção dos seus familiares franceses.
No final do ano, a posição de Carlos estava a ficar cada vez mais enfraquecida e o rei precisava desesperadamente que Henriqueta obtivesse mais fundos e tropas do continente.  As campanhas de 1645 correram mal para os monárquicos e o roubo e posterior publicação da correspondência trocada entre Carlos e Henriqueta em 1645 após a Batalha de Naseby foi altamente prejudicial para a causa monárquica. Em dois encontros decisivos - a Batalha de Naseby em junho e a Batalha de Langport em julho - as forças parlamentares destruíram efectivamente os exércitos de Carlos. Finalmente, em maio de 1646, Carlos procurou abrigo junto de um exército presbiteriano escocês em Southwell, Nottinghamshire.

### Segunda e terceira guerras civis inglesas (1648-51)

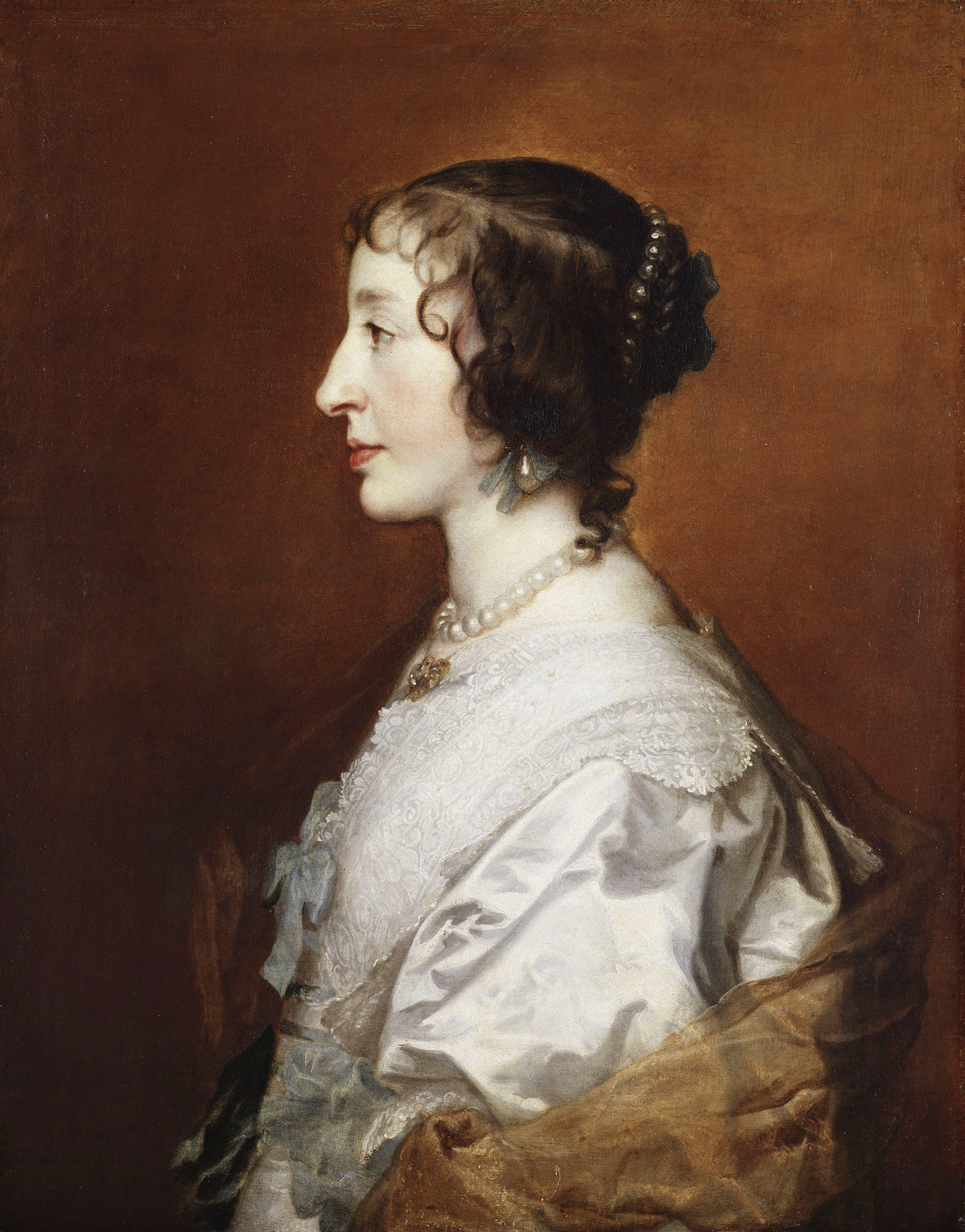
Henriqueta Maria
Antoon van Dyck, Castelo de Windsor

Com o apoio do governo francês, Henriqueta estabeleceu-se em Paris, nomeando o excêntrico Sir Kenelm Digby como seu chanceler e criando uma corte monárquica exilada em St-Germain-en-Laye. Em 1646, falou-se da possibilidade de Carlos se juntar a Henriqueta em Paris; a rainha e o rei estavam a favor dessa decisão, mas o príncipe foi inicialmente aconselhado a não partir para que não fosse considerado um amigo católico de França. Depois das falhas constantes por parte dos monárquicos em Inglaterra, o príncipe acabaria finalmente por concordar juntar-se à mãe em julho de 1646.
Henriqueta estava cada vez mais preocupada e ansiosa em França, de onde tinha tentado convencer Carlos a aceitar o governo presbiteriano em Inglaterra para poder mobilizar o apoio escocês para uma nova invasão de Inglaterra e a derrota do parlamento. Em dezembro de 1647, ficou horrorizada quando Carlos rejeitou os "Quatro Projectos-de-Lei" oferecidos pelo parlamento como tratado de paz. Carlos tinha assinado "O Compromisso" em segredo com os escoceses que prometia um governo presbiteriano em Inglaterra à excepção do seu próprio pessoal. O resultado foi a Segunda Guerra Civil que, apesar dos esforços de Henriqueta para enviar alguma ajuda militar limitada, terminou em 1648 com a derrota dos escoceses e a captura de Carlos pelas forças parlamentares.
Entretanto, em França, tinha-se criado um ambiente de "estufa" entre a corte real exilada no Château de Saint-Germain-enLaye. Um grande número de exilados tinham-se juntado a Henriqueta, incluindo Henry Wilmot, George Digby, Henry Percy, John Colepeper e Charles Gerard. A corte da rainha tinha sido marcada por separatismos, rivalidades e duelos; Henriqueta teve de impedir o príncipe Roberto de lutar num duelo contra Digby, prendendo-os aos dois, mas não conseguiu impedir um duelo posterior entre Digby e Percey e outro entre Roberto e Percy pouco depois.
O rei Carlos foi executado pelo parlamento em 1649; a sua morte deixou Henriqueta quase na pobreza e em choque, uma situação que piorou ainda mais devido à Guerra Civil Francesa do Fronde que deixou o sobrinho de Henriqueta, o rei Luís XIV de França, com pouco dinheiro para si próprio. Henriqueta também tinha perdido o título de rainha, sendo agora rainha-mãe do jovem rei Carlos II. Durante a guerra seguinte e final, a Terceira Guerra Civil Inglesa, o restante círculo monárquico mudou-se para St-Germain, sendo a ele também acrescentado o círculo de antigos monárquicos que tinha estado com Carlos II em Haia, e incluia Ormonde, Inchiquin e Clarendon, de quem a rainha não gostava particularmente. Henriqueta também teve um desentendimento com Ormonde: quando disse que, se a tivessem ouvido, o rei estaria em Inglaterra, Ormond, com a sua honestidade habitual, respondeu que se ninguém a tivesse ouvido, o rei nem sequer teria de ter deixado Inglaterra. O facto de estarem todos no mesmo sítio fez com que as facções se começassem a unir mais, o que diminui a influência de Henriqueta. Em 1654, Carlos II mudou a sua corte para Colônia, terminando assim com a pouca influência que a sua mãe ainda tinha em St-Germain.
Henriqueta começou a dedicar-se cada vez mais à sua fé e aos seus filhos, principalmente à mais nova, Henriqueta, a quem chamava "Minette", Jaime e Henrique. Henriqueta tentou converter Jaime e Henrique ao catolicismo, algo que enfureceu tanto os monárquicos exilados como Carlos II. Contudo, a sua filha mais nova foi educada como católica. Em 1651, a antiga rainha abriu um convento em Chaillot e viveu aí durante grande parte da década de 1650.

## Henriqueta Maria durante a Restauração

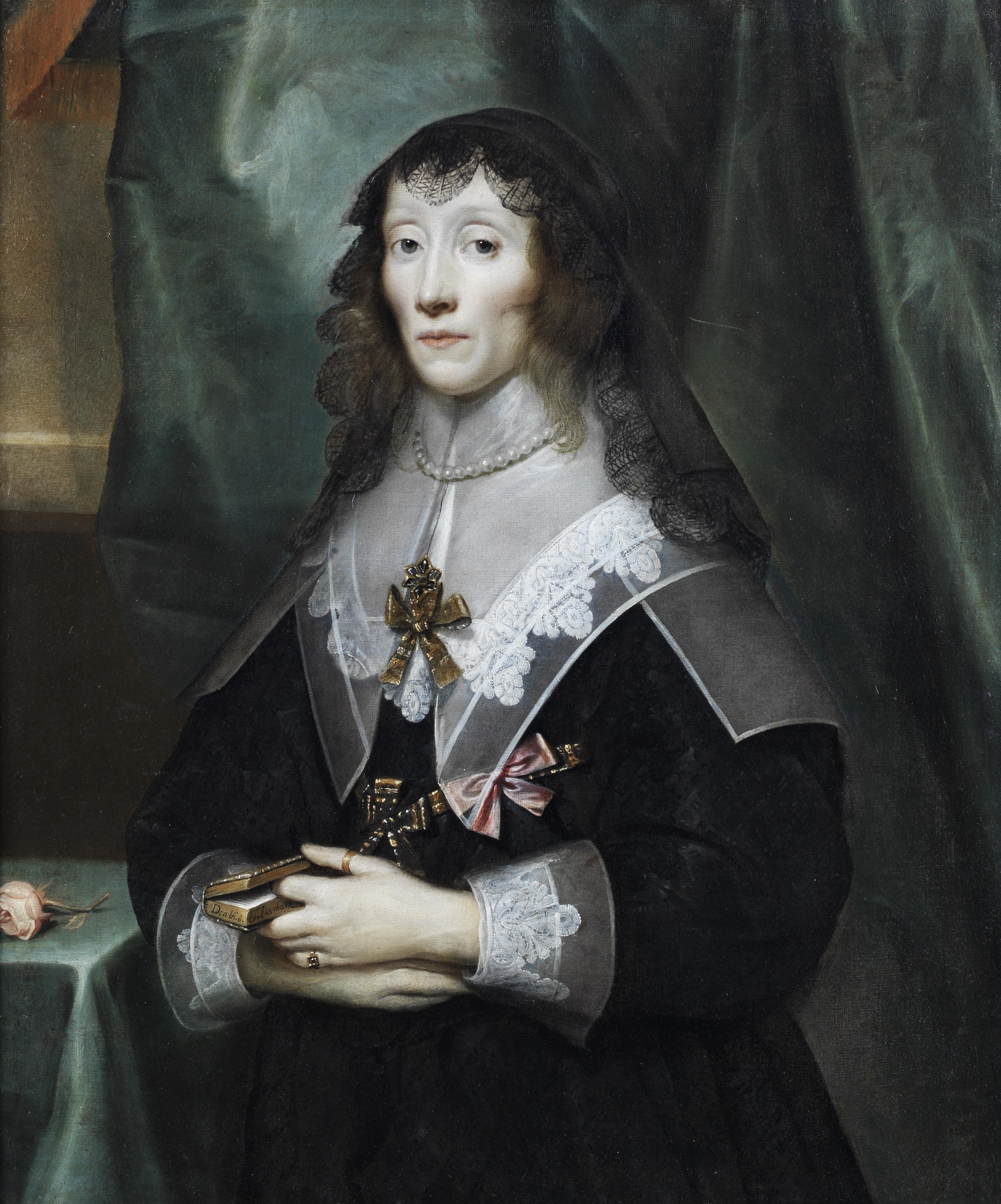
Rainha Henriqueta Maria em luto, por Cornelis Janssens van Ceulen

Henriqueta regressou a Inglaterra após a Restauração em outubro de 1660 juntamente com a sua filha, a princesa Henriqueta. O regresso de Henriqueta foi apressado principalmente devido à relação entre a filha do conde de Clarendon, Ana Hyde, e o filho de Henriqueta, o duque de Iorque - Ana estava grávida e o duque tinha proposto casar-se com ela. Henriqueta continuava a não gostar de Clarendon e não queria que Ana casasse com o filho, mas Carlos II concordou com a união e, apesar de todos os seus esforços pelo contrário, o casamento celebrou-se. O regresso de Henriqueta não gerou muito apoio popular - Samuel Pepys contou apenas três pequenas fogueiras em sua honra, e descreveu-a como "uma mulher muito pequena, simples e velha, não há nada na sua presença, de qualquer forma ou em qualquer vestimenta que a distinga de uma mulher comum". Voltou a escolher Somerset House como sua residência e recebeu uma pensão generosa.
Em 1661, regressou a França e arranjou o casamento da sua filha mais nova, Henriqueta com o duque de Orleães, único irmão de Luís XIV. Esta acção ajudou a melhorar significativamente as relações de Inglaterra e França.
Depois do casamento da filha, Henriqueta regressou a Inglaterra em 1662, na companhia do seu filho Carlos II e do seu sobrinho, o príncipe Roberto. A rainha-mãe tinha intenções de passar o resto da vida em Inglaterra, mas em 1665 começou a sofrer de bronquite grave, algo que culpou no tempo húmido inglês. Henriqueta regressou a França nesse mesmo ano, passando a viver do Hôtel de la Bazinière, o actual Hôtel de Chimay em Paris. Em agosto de 1669, assistiu ao nascimento da sua neta, a duquesa Ana Maria de Orleães; Ana Maria era avó materna do rei Luís XV, o que torna Henriqueta uma antepassada de grande parte das famílias reais actuais. Pouco depois viria a morrer no chânteau de Colombres,, perto de Paris, depois de tomar uma quantidade excessiva de opiácios que utilizava como analgésicos. Foi enterrada na necrópole real francesa na Basílica de St. Denis. O seu coração foi colocado numa caixa de prata e enterrado no seu convento em Chaillot.

## Títulos, estilos e brasão

### Títulos e estilos
- 25 de novembro de 1609 – 13 de junho de 1625: Sua Alteza, Princesa Henriqueta Maria de França[107]
  - 10 de fevereiro de 1619 – 13 de junho de 1625: Madame Real[108]
- 13 de junho de 1625 – 30 de janeiro de 1649: Sua Majestade, a Rainha[109]
- 30 de janeiro de 1649 – 10 de setembro 1669: Sua Majestade, a Rainha-mãe[110]

### Brasão
O brasão de armas de Henriqueta Maria como rainha consorte era o brasão real de armas da Inglaterra, Escócia e Irlanda de seu marido com o brasão de armas da França e Navarra de seu pai, o rei Henrique IV da França. O escudo é encimado pela coroa e apoiado pelo leão da Inglaterra e um dos anjos suporte das armas reais da França.
| Brasão de Henriqueta Maria como rainha |

## Descendência

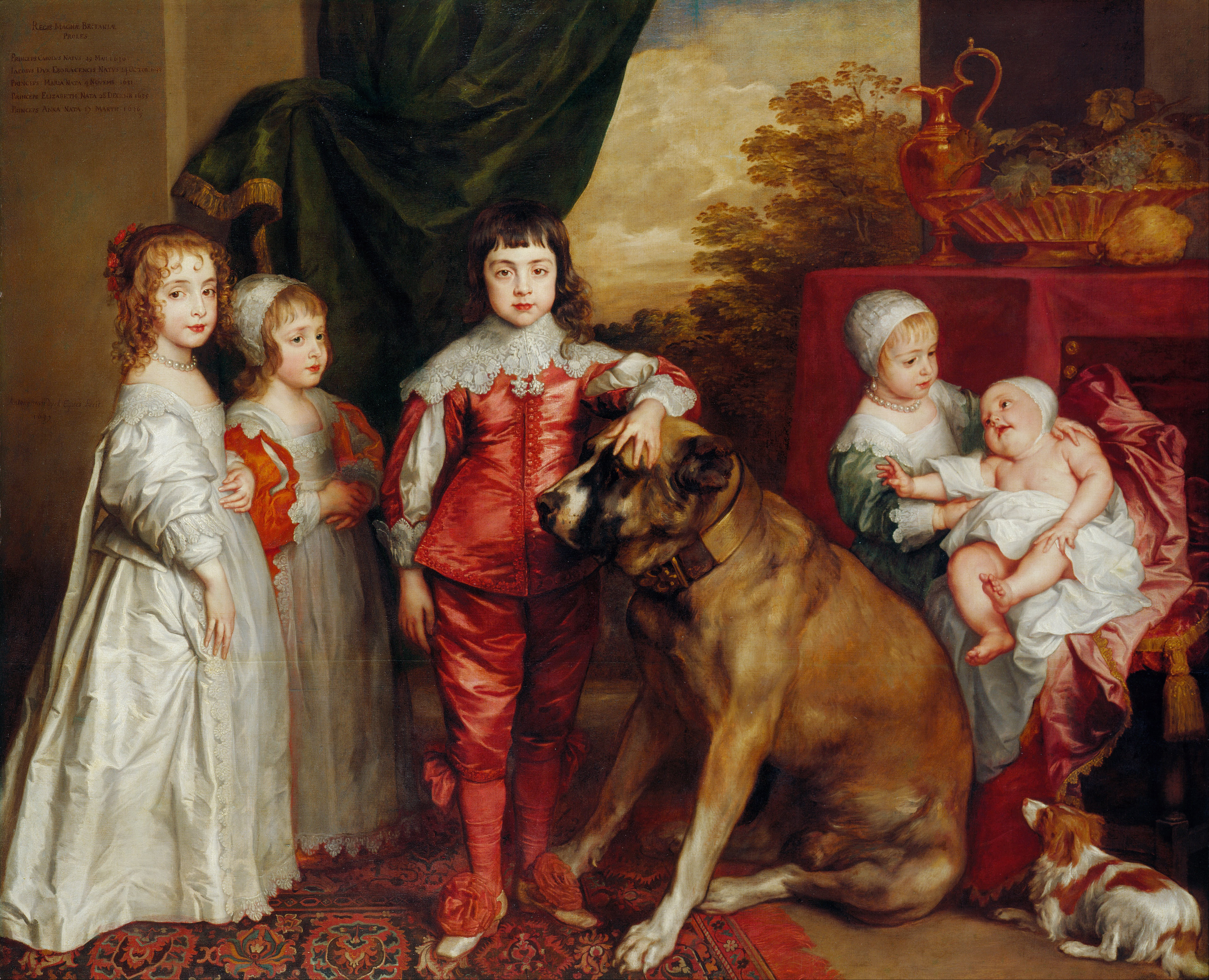
Cinco Filhos Mais Velhos de Carlos I, por Antoon van Dyck em 1637. Esquerda para a direita: Maria, Jaime, Carlos, Isabel e Ana.

| Nome                                        | Nascimento             | Morte                  | Notas                                                                                    |
| ------------------------------------------- | ---------------------- | ---------------------- | ---------------------------------------------------------------------------------------- |
| Carlos Jaime, Duque de Rothesay e Cornualha | 13 de maio de 1629     | 13 de maio de 1629     | Nasceu e morreu no mesmo dia. Enterrado como "Carlos, Príncipe de Gales".                |
| Carlos II de Inglaterra                     | 29 de maio de 1630     | 6 de fevereiro de 1685 | Casou-se com Catarina de Bragança, sem descendência.                                     |
| Maria, Princesa Real                        | 4 de novembro de 1631  | 24 de dezembro de 1660 | Casou-se com Guilherme II, Príncipe de Orange, com descendência.                         |
| Jaime II de Inglaterra & VII da Escócia     | 14 de outubro de 1633  | 6 de setembro de 1701  | Casou-se com Ana Hyde, com descendência. Casou-se com Maria de Módena, com descendência. |
| Isabel                                      | 29 de dezembro de 1635 | 8 de setembro de 1650  | Morreu jovem.                                                                            |
| Ana                                         | 17 de março de 1637    | 5 de novembro de 1640  | Morreu Jovem.                                                                            |
| Catarina                                    | 29 de junho de 1639    | 29 de junho de 1639    | Nasceu e morreu no mesmo dia.                                                            |
| Henrique, Duque de Gloucester               | 8 de julho de 1640     | 13 de setembro de 1660 | Nunca se casou ou teve filhos.                                                           |
| Henriqueta Ana                              | 16 de junho de 1644    | 30 de junho de 1670    | Casou-se com Filipe I, Duque de Orleães, com descendência.                               |